# Tine Kavčič
Tine Kavčič (sinh 16 tháng 2 năm 1994) là một cầu thủ bóng đá Slovenia thi đấu cho Gorica ở Slovenian PrvaLiga.